# Partygate

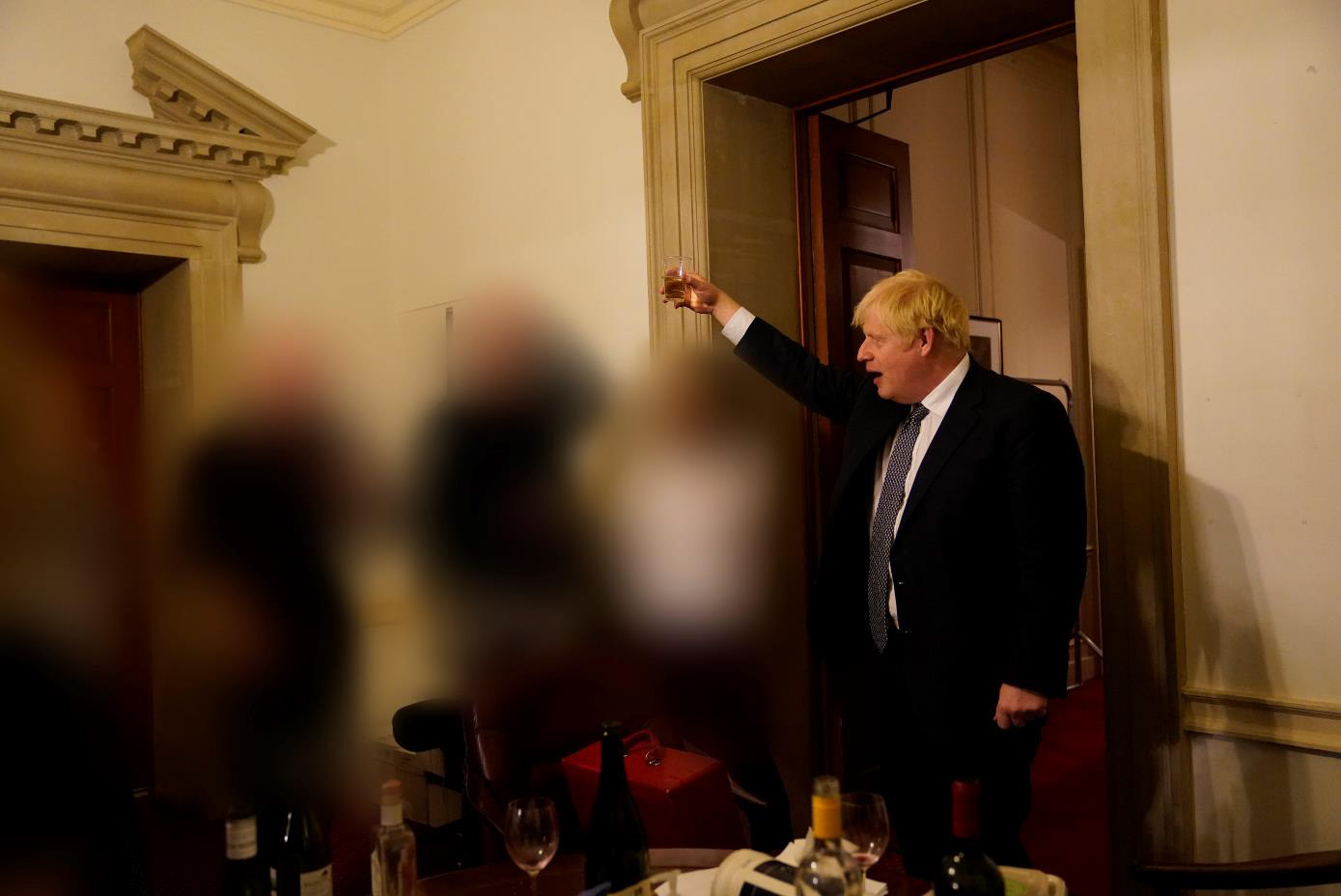
13 de noviembre de 2020; una reunión en el número 10 de Downing Street.

Partygate en ocasiones referido también en ámbitos hispanohablantes con el juego de palabras Botellonson o BoteJohnson fue un escándalo político en el Reino Unido sobre fiestas y otras reuniones del personal del gobierno y del Partido Conservador celebradas durante la pandemia de COVID-19 en 2020 y 2021, cuando las restricciones de salud pública prohibieron la mayoría de las reuniones. Si bien hubo varios cierres en el país, se llevaron a cabo reuniones en el número 10 de Downing Street, su jardín y otros edificios gubernamentales. Los informes de los hechos atrajeron la atención de los medios, la reacción del público y la controversia política. A fines de enero de 2022, la Policía Metropolitana investigó doce reuniones, incluidas al menos tres a las que asistió Boris Johnson, el primer ministro. La policía emitió 126 avisos de multas fijas (FPN) a 83 personas que la policía descubrió que habían cometido delitos bajo las regulaciones de COVID-19, incluidos uno para Johnson, su esposa Carrie Johnson y Rishi Sunak, el ministro de Hacienda, quienes se disculparon y pagaron las multas. El escándalo finalmente jugó un papel en la próxima renuncia de Johnson como primer ministro.
Después de que se filtró el video de la conferencia de prensa simulada, el 8 de diciembre de 2021, Johnson anunció una investigación de la Oficina del Gabinete, que finalmente fue realizada por la funcionaria Sue Gray. En enero de 2022, la Policía Metropolitana abrió su propia investigación sobre posibles infracciones de las regulaciones de COVID-19, lo que retrasó el informe de Gray. El 31 de enero de 2022 se publicó una actualización de la investigación de Gray. El informe final de Gray de mayo de 2022 describió múltiples eventos, incluido el consumo excesivo de alcohol y la falta de respeto hacia el personal de limpieza y seguridad. Concluyó que los altos cargos políticos y de la función pública "deben asumir la responsabilidad de su conducta".

## Hechos en cuestión
A partir del 30 de noviembre de 2021, fecha de las revelaciones del tabloide The Daily Mirror, Boris Johnson se enfrenta al escándalo Partygate, término formado (sobre el modelo de los nombres de escándalos en "-gate" y "party" que significa fiesta en español) para designar reuniones ilegales en 2020 y 2021, por parte de miembros del gobierno, ya que las autoridades aplican varias restricciones sanitarias para combatir la pandemia de COVID-19. Estos incluyen varias fiestas celebradas en el número 10 de Downing Street por personas cercanas al primer ministro Boris Johnson, que también participó en una de estas fiestas en 2020. En algunas ocasiones, se dice que de 30 a 40 personas se reunieron en estas fiestas, ya sea en el número 10 de Downing Street o en otros edificios del gobierno británico. Según el diario The Telegraph, una fiesta en el número 10 de Downing Street terminó “a primera hora de la mañana” cuando la reina Isabel II asistió al funeral de su marido, el príncipe Felipe, fallecido el 9 de abril de 2021.

## Consecuencias políticas
Johnson asume la responsabilidad de estos cargos y emite una disculpa pública. Parcialmente implicado por un informe administrativo de la funcionaria Sue Gray, sin embargo se negó a dimitir. El 6 de junio de 2022, sujeto a un voto de confianza de los diputados conservadores, Boris Johnson logró mantener su puesto: 211 diputados votaron a favor de su permanencia en el cargo y 148 en contra. Surgieron otras controversias durante el mandato de Boris Johnson, incluido el costo de la remodelación del apartamento de la oficina del Primer Ministro y los escándalos sexuales que involucraron a varios parlamentarios conservadores, así como a un miembro del gobierno, el Jefe Adjunto de los Comunes y Tesorero de la Corte Real, Christopher Pincher.
El 5 de julio de 2022 renuncian dos miembros de la Oficina del Primer Ministro, a saber, Rishi Sunak, Ministro de Hacienda (a cargo de las finanzas) y Secretario de Estado de Salud y Atención Social Sajid Javid, quien indica que para tener “más confianza en este liderazgo” tras una serie de escándalos. Al día siguiente, una veintena más de miembros del Gobierno anunciaron su marcha, expresando su profundo desacuerdo con la política seguida por Boris Johnson, pero el Primer Ministro descartó dimitir. Mientras más de 50 miembros del gobierno presentaron sus renuncias en desafío, el desacreditado Boris Johnson finalmente anuncia su renuncia el 7 de julio de 2022 durante un discurso televisado.